# 사량초등학교 내지분교
사량초등학교 내지분교는 경상남도 통영시 사량면 내지리 222에 있었던 분교이다.

## 연혁
- 1947년 10월 1일 사량국민학교 내지분교장 개교
- 1960년 9월 12일 내지국민학교 인가
- 1961년 4월 1일 내지국민학교 개교
- 1993년 3월 1일 사량국민학교 내지분교
- 1996년 3월 1일 사량초등학교 내지분교
- 2011년 3월 1일 폐교